# Guyaans voetbalelftal (vrouwen)
Het Guyaans vrouwenvoetbalelftal is een voetbalteam dat Guyana vertegenwoordigt in internationale wedstrijden, zoals het Noord-Amerikaans kampioenschap. Alhoewel het land geografisch gezien in Zuid-Amerika ligt, is de Guyaanse voetbalbond lid van de Noord-Amerikaanse voetbalfederatie CONCACAF.
Het elftal van Guyana speelde zijn eerste wedstrijd in 1998. Tegen Trinidad en Tobago werd met 9-0 verloren. Dit is tevens het zwaarste verlies uit de geschiedenis van de ploeg. Het land kwalificeerde zich in 2010 voor het eerst voor het Noord-Amerikaans kampioenschap voetbal, waarin het niet verder kwam dan de groepsfase.
De bijnaam van de ploeg is "Lady Jags" (vrouwelijke jaguars; de bijnaam van het mannenelftal is "Golden Jaguars"). Het land speelt zijn thuiswedstrijden in het Synthetic Track and Field Facility.

## Prestaties op eindronden

### Wereldkampioenschap
| Jaar   | Resultaat           | Wed                 | W                   | G                   | V                   | DV                  | DT                  |
| ------ | ------------------- | ------------------- | ------------------- | ------------------- | ------------------- | ------------------- | ------------------- |
| 1991   | Niet deelgenomen    | Niet deelgenomen    | Niet deelgenomen    | Niet deelgenomen    | Niet deelgenomen    | Niet deelgenomen    | Niet deelgenomen    |
| 1995   | Niet deelgenomen    | Niet deelgenomen    | Niet deelgenomen    | Niet deelgenomen    | Niet deelgenomen    | Niet deelgenomen    | Niet deelgenomen    |
| 1999   | Niet deelgenomen    | Niet deelgenomen    | Niet deelgenomen    | Niet deelgenomen    | Niet deelgenomen    | Niet deelgenomen    | Niet deelgenomen    |
| 2003   | Niet deelgenomen    | Niet deelgenomen    | Niet deelgenomen    | Niet deelgenomen    | Niet deelgenomen    | Niet deelgenomen    | Niet deelgenomen    |
| 2007   | Niet deelgenomen    | Niet deelgenomen    | Niet deelgenomen    | Niet deelgenomen    | Niet deelgenomen    | Niet deelgenomen    | Niet deelgenomen    |
| 2011   | Niet gekwalificeerd | Niet gekwalificeerd | Niet gekwalificeerd | Niet gekwalificeerd | Niet gekwalificeerd | Niet gekwalificeerd | Niet gekwalificeerd |
| 2015   | Niet deelgenomen    | Niet deelgenomen    | Niet deelgenomen    | Niet deelgenomen    | Niet deelgenomen    | Niet deelgenomen    | Niet deelgenomen    |
| 2019   | Niet gekwalificeerd | Niet gekwalificeerd | Niet gekwalificeerd | Niet gekwalificeerd | Niet gekwalificeerd | Niet gekwalificeerd | Niet gekwalificeerd |
| 2023   | Niet gekwalificeerd | Niet gekwalificeerd | Niet gekwalificeerd | Niet gekwalificeerd | Niet gekwalificeerd | Niet gekwalificeerd | Niet gekwalificeerd |
| Totaal | 0/9                 | 0                   | 0                   | 0                   | 0                   | 0                   | 0                   |

### Olympische Spelen
| Jaar   | Resultaat           | Wed                 | W                   | G                   | V                   | DV                  | DT                  |
| ------ | ------------------- | ------------------- | ------------------- | ------------------- | ------------------- | ------------------- | ------------------- |
| 1996   | Niet deelgenomen    | Niet deelgenomen    | Niet deelgenomen    | Niet deelgenomen    | Niet deelgenomen    | Niet deelgenomen    | Niet deelgenomen    |
| 2000   | Niet deelgenomen    | Niet deelgenomen    | Niet deelgenomen    | Niet deelgenomen    | Niet deelgenomen    | Niet deelgenomen    | Niet deelgenomen    |
| 2004   | Niet deelgenomen    | Niet deelgenomen    | Niet deelgenomen    | Niet deelgenomen    | Niet deelgenomen    | Niet deelgenomen    | Niet deelgenomen    |
| 2008   | Niet deelgenomen    | Niet deelgenomen    | Niet deelgenomen    | Niet deelgenomen    | Niet deelgenomen    | Niet deelgenomen    | Niet deelgenomen    |
| 2012   | Niet deelgenomen    | Niet deelgenomen    | Niet deelgenomen    | Niet deelgenomen    | Niet deelgenomen    | Niet deelgenomen    | Niet deelgenomen    |
| 2016   | Niet gekwalificeerd | Niet gekwalificeerd | Niet gekwalificeerd | Niet gekwalificeerd | Niet gekwalificeerd | Niet gekwalificeerd | Niet gekwalificeerd |
| 2020   | Niet deelgenomen    | Niet deelgenomen    | Niet deelgenomen    | Niet deelgenomen    | Niet deelgenomen    | Niet deelgenomen    | Niet deelgenomen    |
| 2024   | Nog te bepalen      | Nog te bepalen      | Nog te bepalen      | Nog te bepalen      | Nog te bepalen      | Nog te bepalen      | Nog te bepalen      |
| Totaal | 0/8                 | 0                   | 0                   | 0                   | 0                   | 0                   | 0                   |

### Noord-Amerikaans kampioenschap
| Jaar   | Resultaat           | Wed                 | W                   | G                   | V                   | DV                  | DT                  |
| ------ | ------------------- | ------------------- | ------------------- | ------------------- | ------------------- | ------------------- | ------------------- |
| 1991   | Niet deelgenomen    | Niet deelgenomen    | Niet deelgenomen    | Niet deelgenomen    | Niet deelgenomen    | Niet deelgenomen    | Niet deelgenomen    |
| 1993   | Niet deelgenomen    | Niet deelgenomen    | Niet deelgenomen    | Niet deelgenomen    | Niet deelgenomen    | Niet deelgenomen    | Niet deelgenomen    |
| 1994   | Niet deelgenomen    | Niet deelgenomen    | Niet deelgenomen    | Niet deelgenomen    | Niet deelgenomen    | Niet deelgenomen    | Niet deelgenomen    |
| 1998   | Niet deelgenomen    | Niet deelgenomen    | Niet deelgenomen    | Niet deelgenomen    | Niet deelgenomen    | Niet deelgenomen    | Niet deelgenomen    |
| 2000   | Niet deelgenomen    | Niet deelgenomen    | Niet deelgenomen    | Niet deelgenomen    | Niet deelgenomen    | Niet deelgenomen    | Niet deelgenomen    |
| 2002   | Niet deelgenomen    | Niet deelgenomen    | Niet deelgenomen    | Niet deelgenomen    | Niet deelgenomen    | Niet deelgenomen    | Niet deelgenomen    |
| 2006   | Niet deelgenomen    | Niet deelgenomen    | Niet deelgenomen    | Niet deelgenomen    | Niet deelgenomen    | Niet deelgenomen    | Niet deelgenomen    |
| 2010   | Groepsfase          | 3                   | 0                   | 0                   | 3                   | 3                   | 19                  |
| 2014   | Niet deelgenomen    | Niet deelgenomen    | Niet deelgenomen    | Niet deelgenomen    | Niet deelgenomen    | Niet deelgenomen    | Niet deelgenomen    |
| 2018   | Niet gekwalificeerd | Niet gekwalificeerd | Niet gekwalificeerd | Niet gekwalificeerd | Niet gekwalificeerd | Niet gekwalificeerd | Niet gekwalificeerd |
| 2022   | Niet gekwalificeerd | Niet gekwalificeerd | Niet gekwalificeerd | Niet gekwalificeerd | Niet gekwalificeerd | Niet gekwalificeerd | Niet gekwalificeerd |
| Totaal | 1/11                | 3                   | 0                   | 0                   | 3                   | 3                   | 19                  |

## FIFA-wereldranglijst
Betreft klassering aan het einde van het jaar
| 2010 | 2011 | 2012 | 2015 | 2016 | 2017 | 2018 | 2019 | 2021 | 2022 |
| ---- | ---- | ---- | ---- | ---- | ---- | ---- | ---- | ---- | ---- |
| 89   | 88   | 89   | 89   | 79   | 79   | 88   | 88   | 90   | 87   |

## Selecties

### Huidige selectie
Deze spelers werden geselecteerd voor twee kwalificatiewedstrijden voor de CONCACAF Gold Cup vrouwen 2022 in april 2022.
| Doel                    |                       |                           |
| 1                       | Chanté Sandiford      | Stjarnan FC               |
| 18                      | Natalie Nedd          | Onbekend                  |
| 22                      | Raven Edwards-Dowdall | Seneca Sting              |
| Verdediging             |                       |                           |
| 2                       | Rylee Traicoff        | Nipissing Lakers          |
| 4                       | Kayla Desouza         | North Mississauga SC      |
| 5                       | Sydney Cummings       | Western United FC         |
| 6                       | Ghilene Joseph        | Titanes Soccer Club       |
| 11                      | Briana De Souza       | Onbekend                  |
| 19                      | Reece Scott           | Grambling State Tigers    |
| 23                      | Shyla Murray          | Bridgeport Purple Knights |
| Middenveld              |                       |                           |
| 3                       | Tiandi Smith          | Guyana Police Force FC    |
| 7                       | Justine Rodrigues     | Guelph United FC          |
| 9                       | Lakeisha Pearson      | Guyana Police Force FC    |
| 10                      | Hannah Baptiste       | Dulwich Hamlet FC         |
| 14                      | Brittany Persaud      | Onbekend                  |
| 16                      | Stefani Kouzas        | CS St-Hubert              |
| 20                      | Brianne Desa          | Simcoe County Rovers FC   |
| 21                      | Mariam El-Masri       | Onbekend                  |
| Aanval                  |                       |                           |
| 8                       | Shanice Alfred        | Seneca Sting              |
| 12                      | Otesha Charles        | Gillingham FC             |
| 13                      | Annalisa Vincent      | Graceland Yellowjackets   |
| 15                      | Calaigh Copland       | North Mississauga SC      |
| 17                      | Neema Liverpool       | Onbekend                  |
| Bondscoach: Ivan Joseph |                       |                           |